# Eric Lively
Pour les articles homonymes, voir Lively.
Eric Lively est un acteur américain, né Eric Lawrence Brown le 31 juillet 1981 à Atlanta.

## Biographie
Eric Lively joue en 1983, encore enfant, dans le film de Natalie Wood, Brainstorm. Après avoir obtenu son diplôme d’études secondaires, à l’âge de 15 ans, il déménage à New York pour étudier la photographie, sa première passion, à la Parsons The New School for Design. 
Eric a trois sœurs et un frère : Jason Lively, Lori Lively, Robyn Lively et Blake Lively (héroïne de la série télévisée Gossip Girl). Son père s’appelle Ernie Lively et sa mère Elaine Lively.
Il apparait également en 2009 dans le clip de la chanteuse P!nk, Please Don't Leave Me.
Depuis 2005, Eric est marié à Angelina Davydova.

## Filmographie
- 1983 : Brainstorm : Baby (non crédité)
- 1994 : Armed and Innocent (en) (TV) : Sammy
- 1993 : La Fête à la maison ( épisode Is It True About Stephanie?) : Jamie
- 1998 : Sandman : Bobby Doll
- 1999 : American Pie de Paul et Chris Weitz : Albert
- 2001 : Injustice (A Mother's Fight for Justice) (TV) : Andrew Stone
- 2001 : Aux frontières de l'étrange (So Weird) (série télévisée) : Carey Bell
- 2001 : 1943, l'ultime révolte (Uprising) (TV) : Arie Wilner
- 2002 : Paranormal Girl (TV) : Andy
- 2002 : Pacte d'amour (The Pact) (TV) : Christopher Harte
- 2003 : The Men's Room (épisode Twenty-Two, Thirty-Two, Forty-Two : Michael
- 2004 : Speak : Andy Evans
- 2004 : A Minute with Stan Hooper (série télévisée)
- 2005 : The L Word (série télévisée)
- 2006 : Modern Men (série télévisée)
- 2006 : The Breed : Matt
- 2006 : L'Effet papillon 2 (The Butterfly Effect 2) : Nick Larson
- 2007 : Live ! : Brad
- 2007 : The Nine : 52 heures en enfer (épisode Man of the Year : Paul
- 2008 : Deep Winter
- 2008 : 24 Heures chrono : Redemption